# رزماری هریس
رزماری هریس (انگلیسی: Rosemary Harris؛ زادهٔ ۱۹ سپتامبر ۱۹۲۷) یک هنرپیشه اهل بریتانیا است. وی از سال ۱۹۴۸ میلادی تاکنون مشغول فعالیت بوده‌است.
از فیلم‌هایی که وی در آن نقش داشته‌است، می‌توان به مرد عنکبوتی ۳، مرد عنکبوتی ۲، مرد عنکبوتی، تام و ویو، هملت، عبور از دلنسی، مو خشک‌کن و این یعنی جنگ اشاره کرد.